# 燃える男 中畑清の1・2・3絶好調
燃える男 中畑清の1・2・3絶好調（もえるおとこ なかはたきよしのいち・に・さんぜっこうちょう）は、千葉テレビ放送（チバテレ）で2016年8月6日から放送中のビジネス情報番組である。
本稿では、派生番組である『アントキの猪木の企業闘魂注入!』（アントキのいのきのきぎょうとうこんちゅうにゅう）についても説明する。

## 概要
2015年をもって横浜DeNAベイスターズ監督を退任した中畑清の冠番組である。更には「絶好調」は現役時代の中畑を象徴する言葉である。また、「1・2・3」はもう1人の出演者であるアントキの猪木の持ちネタであるアントニオ猪木の「1・2・3、ダー」から来ているため、アントキの猪木の冠番組であるとも言える。
チバテレで他に放送している『ビジネスフラッシュ』などと同様に、企業との対談を中心とした番組である。中畑がDeNA監督引退後にビジネスの世界を見てみたいという意向があり、それとチバテレの企画がマッチしたことで番組として実現した。企業トップとの対談は中畑とアシスタントの原香緒里（2016年12月以降）が行い、アントキの猪木と偽ジャパンは対談に出演した企業への闘魂注入という役割で出演する。
なお、新型コロナウイルスの影響により、2020年2月29日放送をもって一旦中断していた。その後、2020年12月5日放送より再開することになったが、1ケ月間の放送にとどまり、2021年1月からは再度中断状態である。中断期間内は、テレビショッピングや『ちば美彩』などの穴埋め番組を放送している。

## 出演者
- 中畑清（MC）
- 原香緒里（2代目アシスタント／2016年12月 - ）
- アントキの猪木 with 偽ジャパン（ミニコーナー担当）

### 過去の出演者
- 樋田かおり（初代アシスタント／2016年8月 - 11月）

## スタッフ
- ディレクター：小川惠二朗 児島良周
- AD：中島卓栄、倉持美佳
- 撮影：志村佳紀、鈴木詩織
- 編集：喜多敦
- プロデューサー：大林健太郎（千葉テレビ）
- アシスタントプロデューサー：山田真二（千葉テレビ）
- 制作：株式会社ライド
- 製作著作：千葉テレビ

## 放送局と放送時間
| 放送対象地域 | 放送局                                 | 系列   | 放送日時                 | 放送期間       | 備考                                                          |
| ------------ | -------------------------------------- | ------ | ------------------------ | -------------- | ------------------------------------------------------------- |
| 千葉県       | 千葉テレビ放送（CTC、チバテレ） 制作局 | 独立局 | 土曜 22時15分 - 22時30分 | 2016年8月6日 - | 再放送は水曜 12時30分 - 12時45分 2020年3月 - 11月は放送なし。 |

## 派生番組
2017年7月2日から9月24日まで放送した当番組の派生番組。本編ではチバテレのスタジオ内に企業を招いて対談を行うが、こちらはアントキの猪木自らが企業に出向いて取材を行うものであり、中畑は出演しない。また、訪れる企業は長野県内である。